# T-34
Pour les articles homonymes, voir T34.
Le T-34 est un char de combat moyen soviétique entré en service en 1940 au sein de l'Armée rouge.
Descendant des chars rapides « BT », il constitua un remarquable équilibre entre les trois composantes fondamentales qui caractérisent la qualité d'un blindé : la puissance de feu, la protection et la mobilité. Il joua un rôle essentiel sur le Front de l'Est au cours de la Seconde Guerre mondiale, ce qui fait du char T-34 l'un des symboles de la victoire contre le nazisme,. Char légendaire,, le T-34 est considéré pour beaucoup comme le meilleur blindé des forces alliées et l'un des meilleurs chars de la Seconde Guerre mondiale. Certains généraux allemands, dont Ewald von Kleist et Heinz Guderian (spécialiste de la Blitzkrieg), reconnaissaient la supériorité du T-34 face aux panzers. Le premier disait que le T-34 était « le meilleur char du monde, ».
Présent en faible nombre sur le front de l'Est lors de l'opération Barbarossa en 1941, le blindé souffrit du manque d'entraînement des équipages et de l'inexpérience de l'encadrement de l'Armée rouge, affaibli par les Grandes Purges staliniennes. Le T-34-76 (doté d'un canon de 76,2 mm) et le colossal KV-1 contribuèrent à ralentir l'avancée nazie pour permettre l'organisation de la défense et le déplacement des usines et de leurs ouvriers par millions vers l'Oural et la Sibérie. Une fois le front stabilisé à l'hiver 1941, le T-34-76 participa aux contre-offensives géantes lancées notamment par le général Gueorgui Joukov,,, lors de la bataille de Moscou et de la bataille de Stalingrad en 1942,.
Le T-34-76 joua un rôle déterminant lors de la bataille de Koursk à l'été 1943. Mais il était alors dépassé par les plus récents panzers et ses pertes furent sévères. L'expérience de la bataille de Koursk conduisit à l'évolution la plus importante et la plus réussie du T-34, lancée à l'automne 1943 : le T-34-85. Doté d'un canon de 85 mm, le T-34-85 constitua le fer de lance de l'Armée rouge de l'opération Bagration, à l'été 1944, jusqu'à la bataille de Berlin puis, après la chute du IIIe Reich, face à l'Armée impériale japonaise, lors de l'offensive de Mandchourie, en août 1945. L'économie planifiée socialiste permit à l'URSS de produire près de 60 000 chars T-34 de 1941 à 1945 — un exploit — malgré l'invasion nazie,,,. Au total, 84 070 T-34 sortirent des usines du Bloc de l'Est de 1940 à 1958, ce qui en fait le second char le plus produit de tous les temps, derrière ses successeurs : les T-54 et T-55.
Sa capacité d'évolution, alliée à sa facilité de construction et d'entretien, lui permirent d’être disponible en très grand nombre et lui assurèrent son exceptionnelle longévité. Vingt-sept pays l'utilisaient encore en 1996.
Le musée des Blindés de Saumur (France) expose trois chars T-34 : un T-34-76 modèle 1941 et deux T-34-85 modèle 1944,.

## Genèse

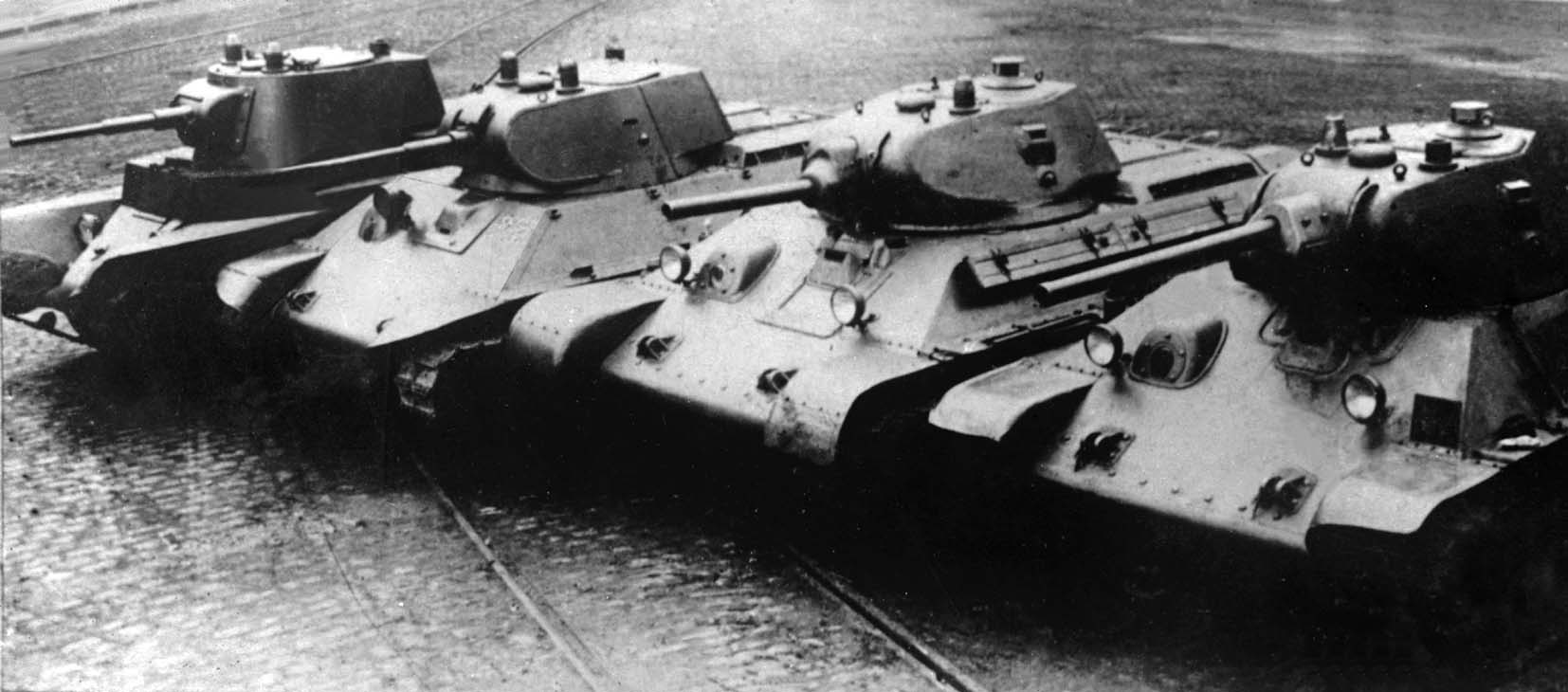
Les chars récents équipant l'Armée rouge au moment de l'invasion allemande : de gauche à droite, un BT-7, le prototype A-20, le T-34 modèle 1940 et le T-34 modèle 1941. La découverte du T-34, non signalée par les services de renseignement de l'Abwehr, sera une surprise si frappante pour l'état-major allemand que le général Von Kleist le considérera comme « le meilleur char du monde » ; l'URSS en produira 33805 avant la fin de la Grande Guerre patriotique.

L'usine no 183 de Kharkov reçut l'ordre, le 14 octobre 1937, de construire un successeur au BT-7. Il en résulta le prototype « A-20 » qui, tout comme les « BT », avait la possibilité de rouler sur chenilles ou sur ses roues, une fois les chenilles ôtées. Les retours d'expérience des tankistes républicains utilisant des « BT » lors de la guerre d'Espagne décidèrent les autorités soviétiques à produire un prototype roulant uniquement sur ses chenilles, l'« A-32 ». Une version surblindée prit le nom d'« A-34 ». Le 31 mars 1940, le ministre de la Défense soviétique donna son accord pour la production de 150 exemplaires de l'A-34, sous le nom de « T-34 ». Mikhaïl Kochkine est considéré comme étant l'ingénieur concepteur du T-34, après avoir déjà fortement contribué au développement des BT.

## Description technique
L'arrangement général du véhicule est classique, avec le moteur à l'arrière. Tous les côtés de la caisse sont très inclinés par rapport à la verticale. Cette caisse était fabriquée avec des plaques d'acier homogènes soudées entre elles. Le profil bas du T-34 en faisait une cible difficile à neutraliser, au contraire du M4 Sherman qui, souffrant d'un profil haut et d'un blindage latéral vertical, était une cible relativement plus facile à détruire.
Le char d'assaut soviétique est de fabrication rustique et solide. Son confort est sommaire, voire spartiate. Sur certains modèles, les tankistes soviétiques devaient parfois changer les vitesses au maillet lorsque les mécanismes étaient récalcitrants. Mais qu'il fasse plus de 40 °C ou moins de 0 °C, le T-34 démarrait au quart de tour. Ses larges chenilles s'adaptaient parfaitement aux terrains du front de l'Est. Il était à l'aise sur route, autant que dans les conditions de neige et de boue, comme la « Raspoutitsa », tant crainte par la Wehrmacht et ses panzers aux chenilles étroites qui s'embourbaient. Les premières versions connurent de graves défauts de fiabilité et la grande majorité fut abandonnée lors de l'invasion allemande en 1941. Il fut constamment amélioré, et ses défauts de jeunesse progressivement corrigés, jusqu'à obtenir un des chars les plus sobres et fiables de la guerre.

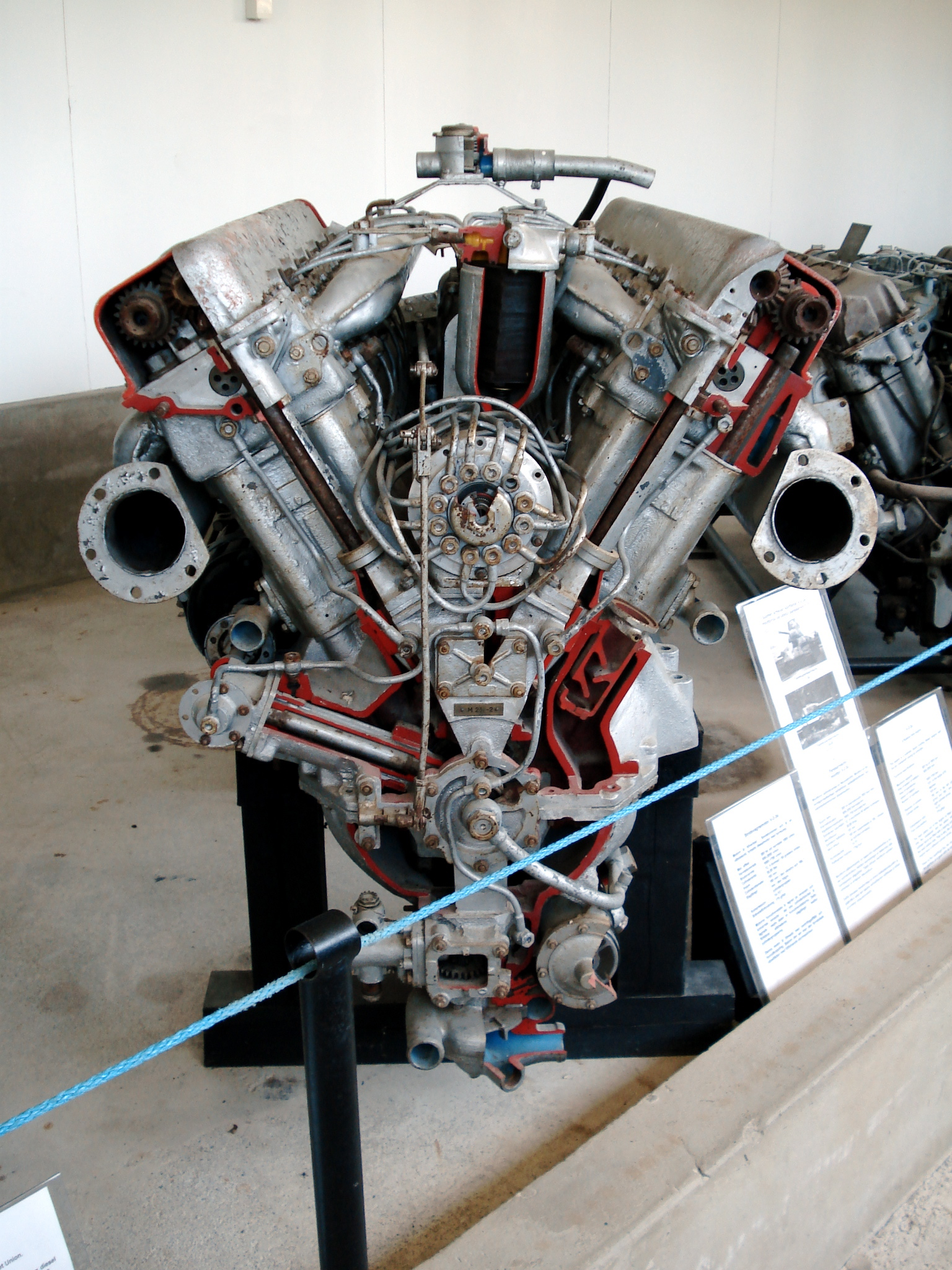
Moteur V-2 du T-34.

Développé à l’usine de locomotives de Kharkov, avec l’aide de l’Institut technique de cette ville, le moteur diesel V-2 devait beaucoup à des conceptions étrangères. L’importance relative de ces emprunts a longtemps fait débat. D’abord considéré comme une adaptation de l'Hispano-Suiza 12Y, dans sa version construite en URSS par Klimov, le V-2 s'est ensuite vu prêter une ascendance italienne, comme dérivant du moteur diesel Fiat AN.1 (en). En fait, il était une transformation au cycle diesel du moteur d’avion Mikulin M-17 (en), un modèle BMW VI produit sous licence en application d’un contrat passé en 1926. Le moteur Mikulin M39 qui équipait le fameux avion d’assaut Iliouchine Il-2 étant dérivé du même modèle allemand, ce contrat de cession de licence passé par BMW illustre les risques que comportent les accords de transfert de technologie militaire.
Le toit et le dessous du char sont constitués de plaques épaisses de 20 et 22 mm. L'engin possède une trappe pour l'évacuation d'urgence sous le mitrailleur. Le blindage de caisse des T-34-76 est épais de 45 mm de face et de 40 mm sur les côtés et l'arrière. La caisse du T-34-85 est épaisse de 45 mm de tous côtés. Les T-34 modèles 1940 et 1941 sont dotés d'une tourelle épaisse de 45 mm de tous côtés. La tourelle du T-34 modèle 1942 a une épaisseur à 53 mm de tous côtés. Le T-34-76 modèle STZ, usine de Stalingrad, adopte un blindage frontal de caisse renforcé de 60 mm. Sur le modèle 1943, le blindage passe à 70 mm pour la face de la tourelle. Le T-34-85 adopte une grande tourelle de 90 mm d'épaisseur de face, de 75 mm sur les côtés et de 52 mm à l'arrière. Sa caisse reste blindée à 45 mm de tous côtés.
Le blindage de la caisse du T-34 semble relativement faible, avec une épaisseur de seulement 45 mm. Cependant, les quatre côtés de la caisse sont inclinés, ce qui a pour effet d'augmenter la protection contre les impacts horizontaux. L'avant du T-34 est incliné à 60° par rapport à la verticale (ou 30° par rapport à l'horizontale), cet angle double l'épaisseur réelle du blindage face à un projectile de trajectoire horizontale. De 45 mm, l'épaisseur effective du blindage passe à 90 mm sous cet angle. Ainsi, le blindage effectif frontal du T-34 est très proche de celui du char lourd Tiger I, doté d'un blindage frontal non incliné d'une épaisseur de 100 mm. Le blindage latéral de 45 mm du T-34 est incliné de 40° par rapport à la verticale, ce qui lui confère un blindage latéral effectif de 60 mm. L'inclinaison du blindage fait du T-34 un char bien protégé et pourtant rapide. D'un point de vue économique, l'inclinaison du blindage permet d'alléger le char, donc d'économiser des matières premières indispensables à l'industrie de guerre telles que l'acier et le carburant.

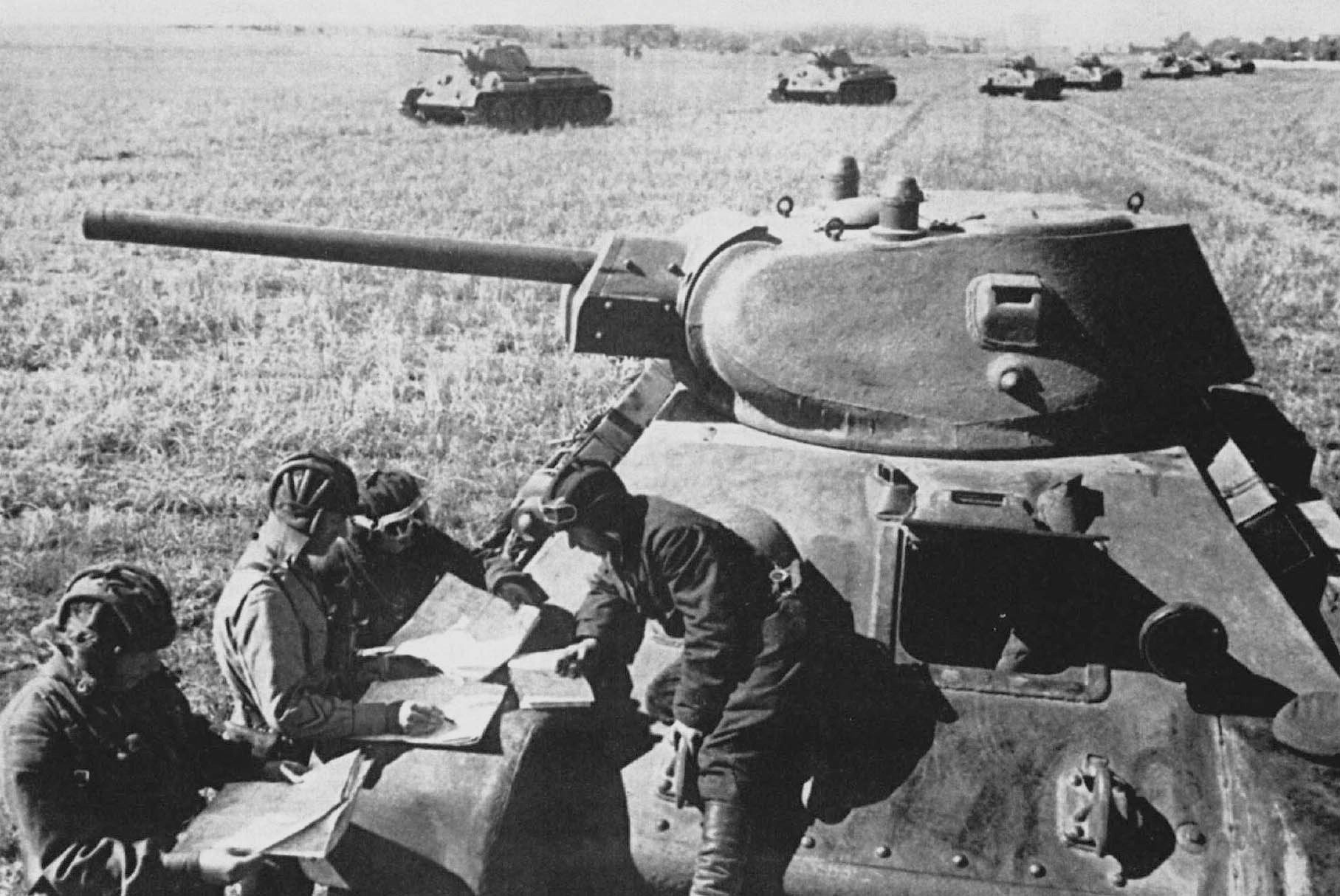
À l'entrainement sur le Front de l'Est, en août 1942.

Cependant, le T-34 n'est pas exempt de défauts. Le principal d'entre eux est sa tourelle, qui ne comporte que deux membres d'équipage (un chargeur et un chef de char/canonnier). Ce dernier ne peut à la fois observer le champ de bataille et utiliser le canon principal, contrairement à ses adversaires allemands, qui ont trois hommes en tourelle. De plus, les optiques du char sont de très mauvaise qualité, ce qui rend difficile l'observation du champ de bataille et les radios (surtout les premières générations) ont une portée faible et sont peu fiables.

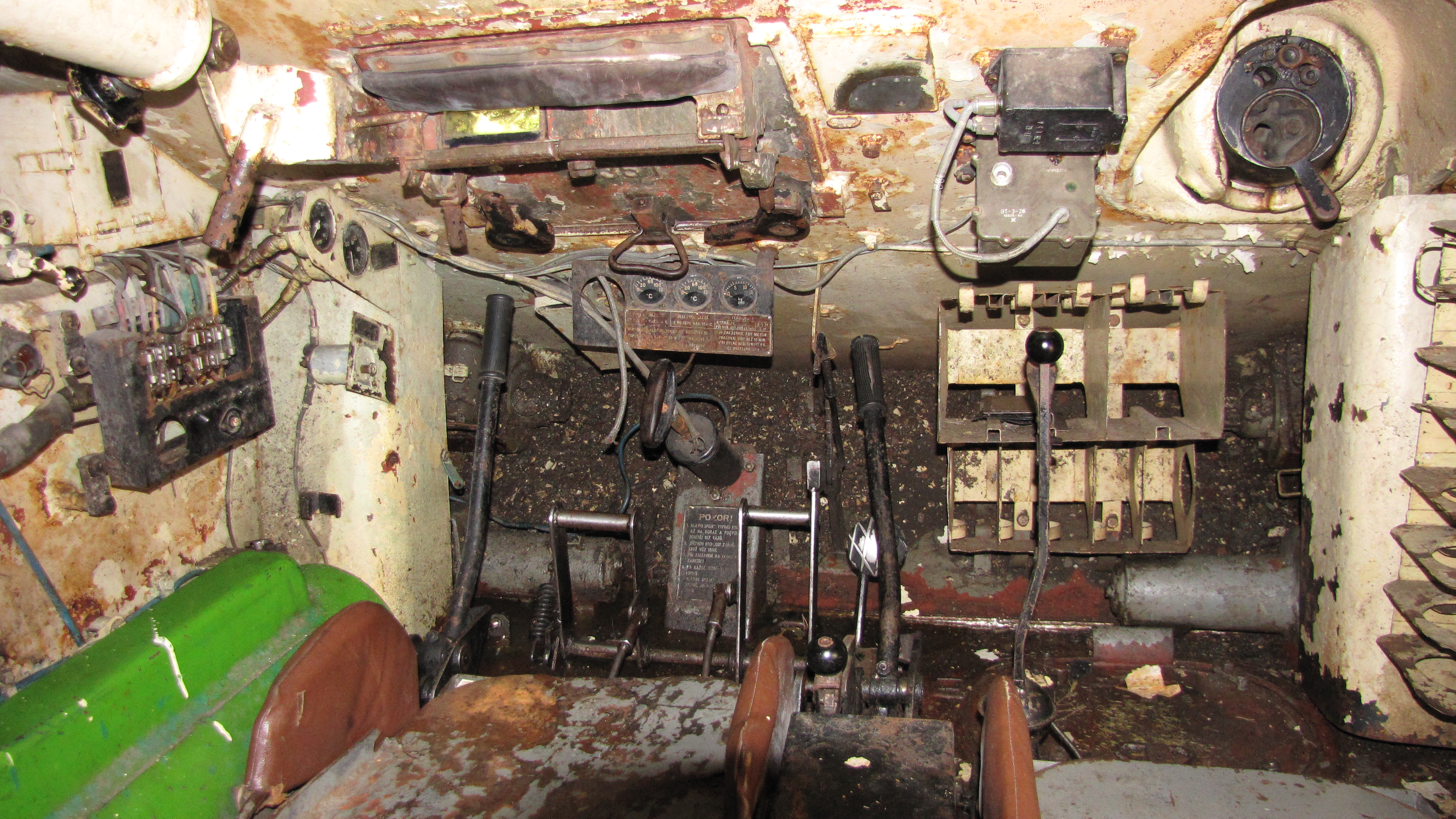
poste de pilotage d'un T-34-85

La caisse est divisée en quatre compartiments distincts. De l'avant vers l'arrière, on trouve :
1. Le poste de pilotage, situé juste derrière la plaque de blindage inclinée du glacis, avec le pilote à gauche et l'opérateur radio à droite. Le pilote dispose d'une trappe rectangulaire d'assez grande dimension, surmontée de trois épiscopes. Devant son siège, deux cadrans : un tachymètre et un compte-tours. Il dispose de trois pédales (embrayage principal, frein et accélérateur) et de quatre leviers (deux commandant les embrayages latéraux, un frein de stationnement et un changement de vitesse). Il a également accès aux bouteilles du système de démarrage d'urgence du moteur à air comprimé, au tableau électrique du véhicule et au système d'interphonie TPU. L'opérateur radio dispose, lui, d'une petite meurtrière en protubérance où est montée sur rotule une mitrailleuse de type DT. À droite de son siège se trouve la radio.
2. Le poste de combat est surmonté par la tourelle qui embarque le canon et sa mitrailleuse coaxiale DT. Le chef de char se trouve à gauche et le pourvoyeur de la pièce à droite. Une grande partie de l'espace disponible dans la tourelle est prise par la culasse du canon et la zone de recul de celui-ci, la plupart des munitions (68 obus) sont rangées sur le plancher dans des caisses. Neuf obus sont disposés sur les côtés du char (trois perforants à droite et six à fragmentation à gauche), les munitions de mitrailleuse sont disposées sur le côté droit et au sol entre le pilote et le radio. Le char standard embarque 46 chargeurs de 63 coups, les modèles sans radio construits au début de la production en ont 29 supplémentaires à la place de la radio, ce qui donne respectivement 2 898 et 4 725 coups disponibles. Le toit de la tourelle possède une seule et unique écoutille à l'arrière, servant aux deux hommes de la tourelle. Elle s'ouvre vers l'avant et inclut sur sa gauche un épiscope d'observation. Devant, à gauche, se trouve l'épiscope de visée PT-6 et à droite est placé le ventilateur d'extraction de fumées sous son dôme blindé.
3. Le compartiment du moteur est séparé par une cloison amovible du compartiment de combat. Le moteur V-2 y est monté longitudinalement, encadré par les deux radiateurs et les deux réservoirs avant. Il est surmonté par le filtre à air du type « Pomom ».
4. Le logement de la transmission contient la boîte de vitesses à quatre rapports avant et un arrière, l'embrayage principal à friction couplé à un grand ventilateur et, sur les côtés, deux embrayages latéraux. De plus, il contient les deux réservoirs arrière, avec, au-dessus d'eux, le démarreur électrique ST700. Le générateur GT-4563A délivre 1 kW, six batteries STE-128 l'assistent. Deux tensions sont disponibles (12 et 24 V) pour tous les éléments actionnés électriquement à savoir : le démarreur, le moteur de rotation de la tourelle (à partir de 1944), le ventilateur de celle-ci ainsi que la dynamo de la radio.

## Armement

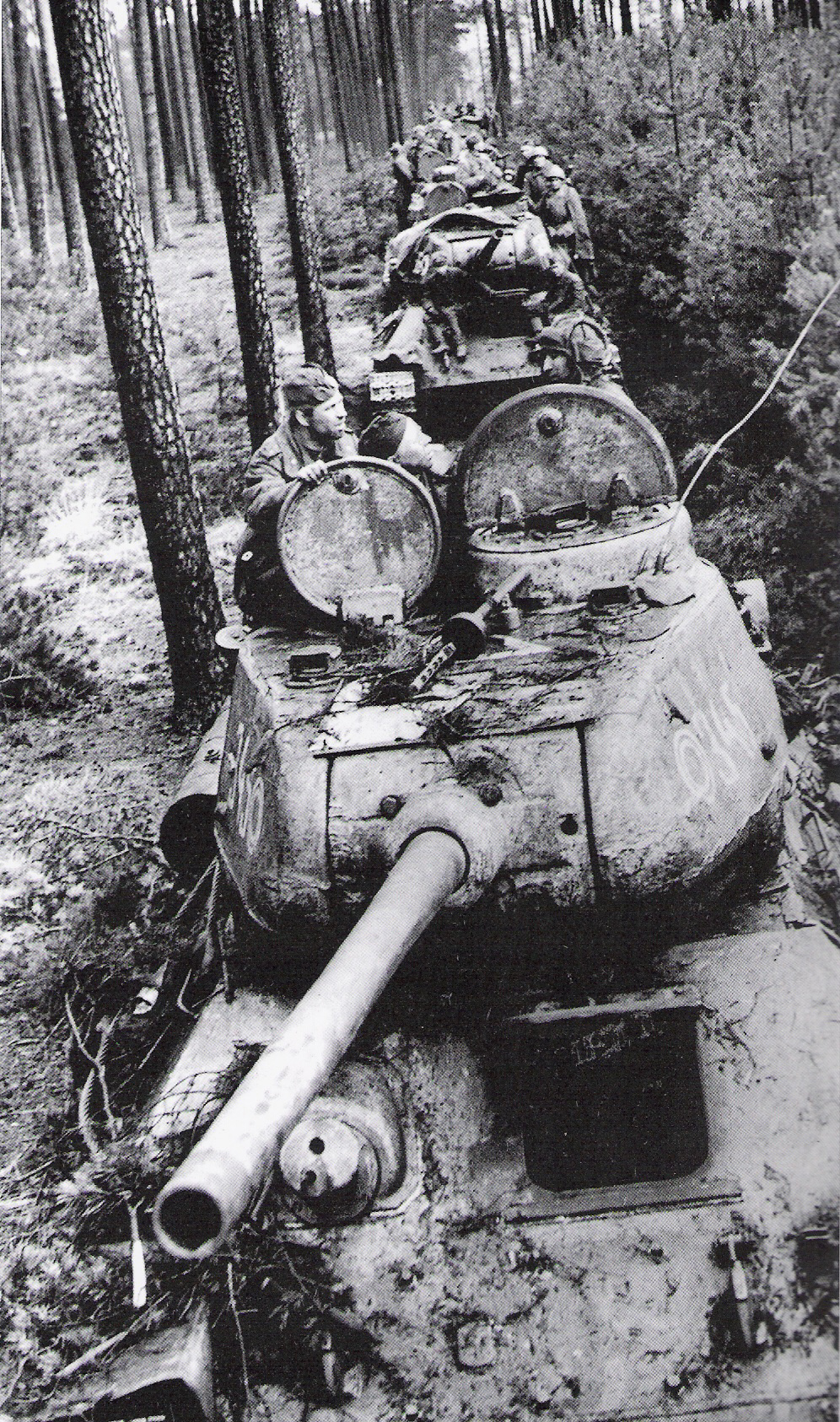
Colonne de T-34-85 de la 3e Armée de chars de la Garde soviétique lors de l'offensive Vistule-Oder, Allemagne 1945.

Le « T-34 modèle 1940 » possède un canon de 76 mm L-11 (en) aux performances antichars modestes. Un essai se fait avec une pièce antichar plus performante de 57 mm ZiS-4 permettant de perforer 94 mm de blindage à 500 mètres sous une incidence de 90°. Le « T-34-57 » ne sera toutefois produit qu'à 14 exemplaires, l'obus explosif utilisé étant peu performant contre l'infanterie. Est adopté alors le 76 mm F-34 L/42 sur le « T-34 modèle 1941 », avec obus antichar BR-350A, permettant de perforer à 500 mètres 57 mm de blindage incliné à 30°, ou encore 47 mm à 1 000 mètres 32 mm à 2 000 mètres. Faute de mieux, ce canon sera utilisé sur les T-34 modèle 1942, modèle 1943 et modèle 1943-1944. Ce dernier modèle peut toutefois utiliser une munition nouvelle, l'obus sous-calibré BR-350P capable de percer 92 mm de blindage à 30° à 500 mètres, 58 mm à 1 000 mètres. Pour conclure, la puissance des canons montés sur les T-34-76 et T-34-57 était suffisante pour percer les blindages des chars allemands de 1941, mais incapable de faire jeu égal avec les productions allemandes à partir de 1942 (notamment le modèle Panzer IV Ausf. G, dont le blindage de tourelle et châssis, bien que verticalement monté, atteignait 80 mm). Ce constat sera d'autant plus vrai avec l'apparition ultérieure du Panzerkampfwagen VI « Tiger » fin 1942. La meilleure chance de survie et de réussite pour les chars soviétiques de type T-34 est donc, début 1943, la chasse en meute (la masse de blindés devant pallier leurs déficiences conceptuelles). Les résultats des grandes offensives autour de Stalingrad (opérations Uranus, Saturne, Mars, Jupiter) montreront toutefois les limites de l'organisation tactique blindée des Soviétiques. Celle-ci maintient mal sa cohésion d'ensemble sur le long terme, la faute notamment au manque de radios et de chef de char dans la tourelle.
Tirant les leçons de la bataille de Koursk à l'été 1943 où les canons de 76,2 mm montrèrent leurs limites, les Soviétiques lancèrent la production du T-34-85 armé du canon de 85 mm ZiS-5/85 (ru), dont les performances furent encore insuffisantes pour concurrencer le Tigre et le Panther. Au cours de l'hiver 1943-1944, ce canon fut vite remplacé par le 85 mm D-5T aux performances bien plus convaincantes. Le canon de 85 mm modèle D-5T inversa la tendance avec une perforation de 110 mm à 1 000 mètres de distance. Cela lui permit de se mesurer aisément à la majorité des chars allemands (dont le Tiger I qu'il put désormais pénétrer frontalement à une distance entre 800 et 1 000 m) et lui fit prendre un avantage décisif sur la dernière version du Panzer IV, la version H. Finalement, le canon S-53 fut préféré au D-5T, car plus efficace et plus simple à produire dès mars 1944 jusqu'à la fin de la guerre, c'est le T-34-85 modèle 1944.
Le T-34-85 redevint dangereux pour les blindés allemands, car, en plus de l'amélioration du canon et du blindage, la nouvelle tourelle permit d’accueillir un membre d'équipage supplémentaire, optimisant la répartition des tâches, comme sur les blindés allemands. De nouvelles radios améliorèrent la coordination des chars entre eux et de nouvelles optiques de tir inspirées des modèles allemands apparurent à la fin de l'année 1943, qui augmentèrent la précision des tirs. Celle-ci resta cependant inférieure à celles des chars allemands, d'autant plus que les équipages soviétiques furent entraînés hâtivement pour faire face aux pertes importantes et n'eurent pas le niveau technique de leurs adversaires.
Le T-34-85 put engager et détruire des Panther de face à une distance de 800 mètres. Des rapports de combats datant de la fin de la guerre indiquèrent des perforations au-delà de 1 000 mètres.

## Production en grande série
Seuls 115 T-34 sont produits pendant l'année 1940. Le nouveau char pose en effet de nombreux problèmes de fabrication, tant sur le plan de la mise en place des chaînes d'assemblage que par des défauts de jeunesse du char, qui seront corrigés peu à peu :
- les injecteurs du V-2 furent corrigés, ce qui augmenta la fiabilité et l'endurance.
- le canon F-34, testé expérimentalement le 23 novembre 1940, remplaça le L-11, dès le 400e exemplaire de la série, en février 1941.
- une nouvelle tourelle blindée à 52 mm fut conçue à Marioupol.

Au cours de l'année 1941, la production réussit alors à atteindre des niveaux respectables :
- avant son évacuation vers Nijni Taguil (dans l'Oural) en septembre, l'usine no 183 produit 1 560 chars en travaillant en deux équipes de 12 h ;
- l'usine « STZ » commence la production et celle du V-2. Les T-34 construits à Stalingrad sont identifiables par leur tourelle coulée d'un bloc du fait de sa meilleure métallurgie ;
- l'usine n°112 Krasnoïé Sormovo, mise sur le programme en juillet 1942, en produit 161 (dont 173 exemplaires d'une variante[Passage contradictoire] à moteur essence M-17T (du fait de la rareté du V-2)) ;
- l'usine no 183 « KhPZ » à Nijni Taguil où la production reprit dès décembre en assemblant 25 exemplaires.

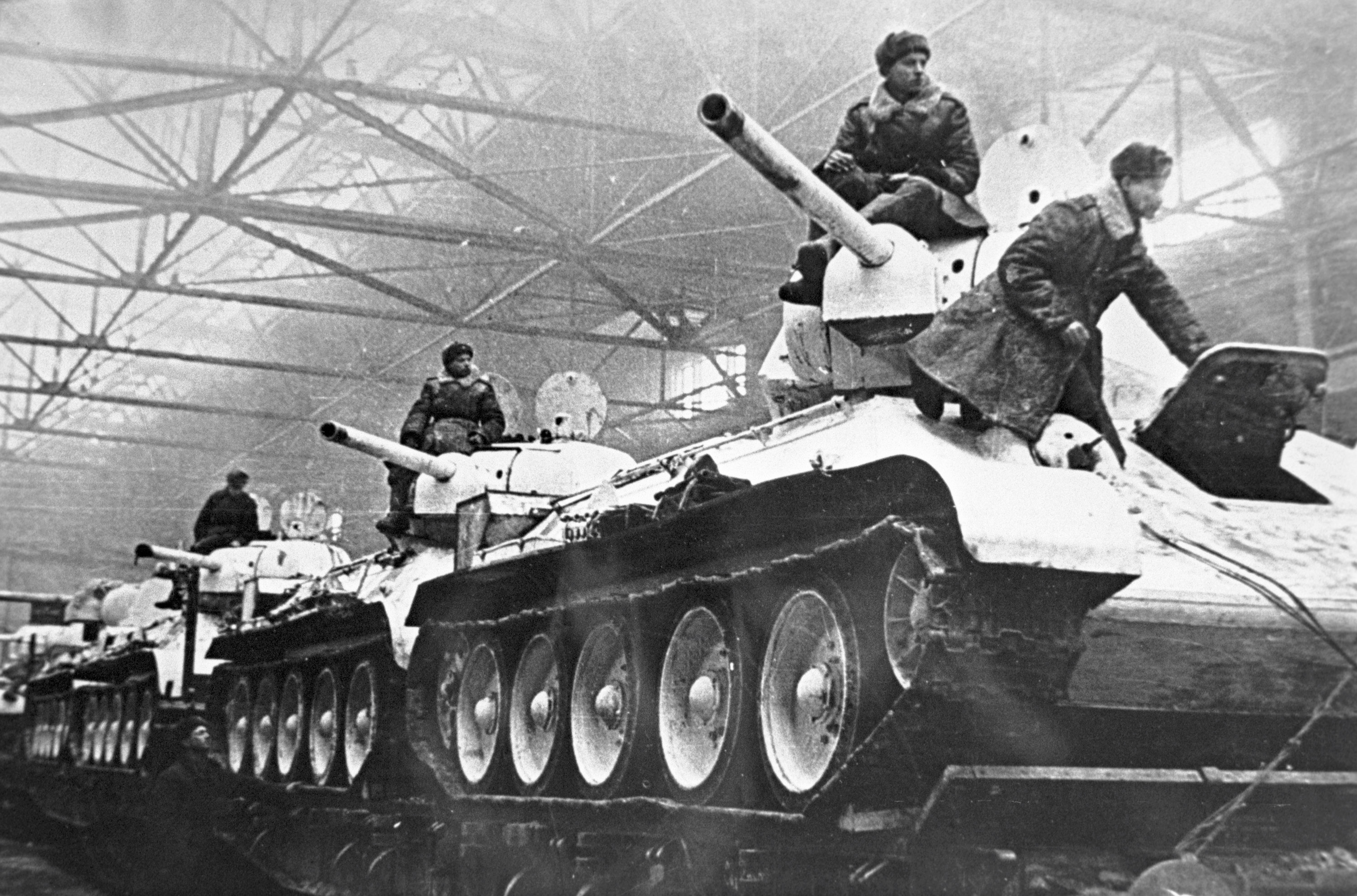
Départ de chars T-34 de l'usine Ouralmach d'Iekaterinbourg (agence Novosti, 1942).

Au total, en 1941, 2 800 chars sortent de chaînes de montage. Cependant, au vu des pertes et de la situation de l'Armée rouge, c'est encore insuffisant.
Le département KB-520, évacué dès le 19 septembre, entreprend alors en urgence de réétudier toutes les parties du char, afin de faciliter la production de masse et d'économiser les matières premières stratégiques comme le caoutchouc et les métaux non ferreux : à cette occasion, 765 composants sont économisés sur chaque exemplaire. La soudure et les pièces moulées sont utilisées au maximum. Des améliorations interviennent comme le montage de filtres à air du type cyclone qui remplacent les précédents d'une construction déplorable et prolongent grandement la durée de vie des moteurs. Une boîte de vitesses à cinq rapports est choisie, plus fiable et autorisant une plus grande vitesse en tout terrain.
En août, une tourelle plus spacieuse de forme hexagonale est adoptée. Elle est, là encore, construite soit d'un bloc, soit en plusieurs éléments soudés, selon le lieu de fabrication. Elle supprime la grande trappe des premiers modèles et adopte deux écoutilles indépendantes, plus légères à ouvrir et évitant au tireur et au chef de char d'avoir à se pencher pour regarder vers l'avant du char. Le canon peut être maintenant démonté directement par l'avant de la tourelle.
La standardisation de la production en souffre parfois. On trouve des expédients sommaires, pour contrer les manques de matériaux et la disparition de sous-traitants, comme :
- l'usine no 112 qui remplace les cartouches à gaz de démarrage d'urgence du moteur par des munitions réformées.
- STZ qui supprime les bandes de caoutchouc des roues quand ce matériau vint à manquer.

Mais ce travail de fond paie rapidement, le char devenant très économique à produire. En 1942, malgré l'abandon temporaire de STZ à Stalingrad à l'approche des troupes allemandes, 5 684 chars ont été construits, soit 119,7 % de la production prévue. Pour remplacer la production de Stalingrad, trois nouvelles usines sont mises à contribution :
- UZTM à Sverdlovsk, à partir de septembre ;
- ChKZ à Tcheliabinsk (dans l'Oural) (ancienne usine de Leningrad évacuée), à partir d'août ;
- usine no 174 à Omsk en Sibérie

Une variante à canon de 57 mm à haute vitesse initiale ZIS-4 est aussi réalisée à quelques exemplaires, mais le prix prohibitif de ce canon et son manque d'efficacité sur l'infanterie limitèrent son usage.
En 1943, 7 466 T-34-76 sortent des chaînes. On voit apparaître une coupole pour le chef de char, là encore de deux modèles, soudée ou coulée, selon le lieu de production. L'usine UZTM abandonne, elle, la production de chars pour produire des chasseurs de chars dérivés du châssis du T-34, les SU-85 et SU-122.

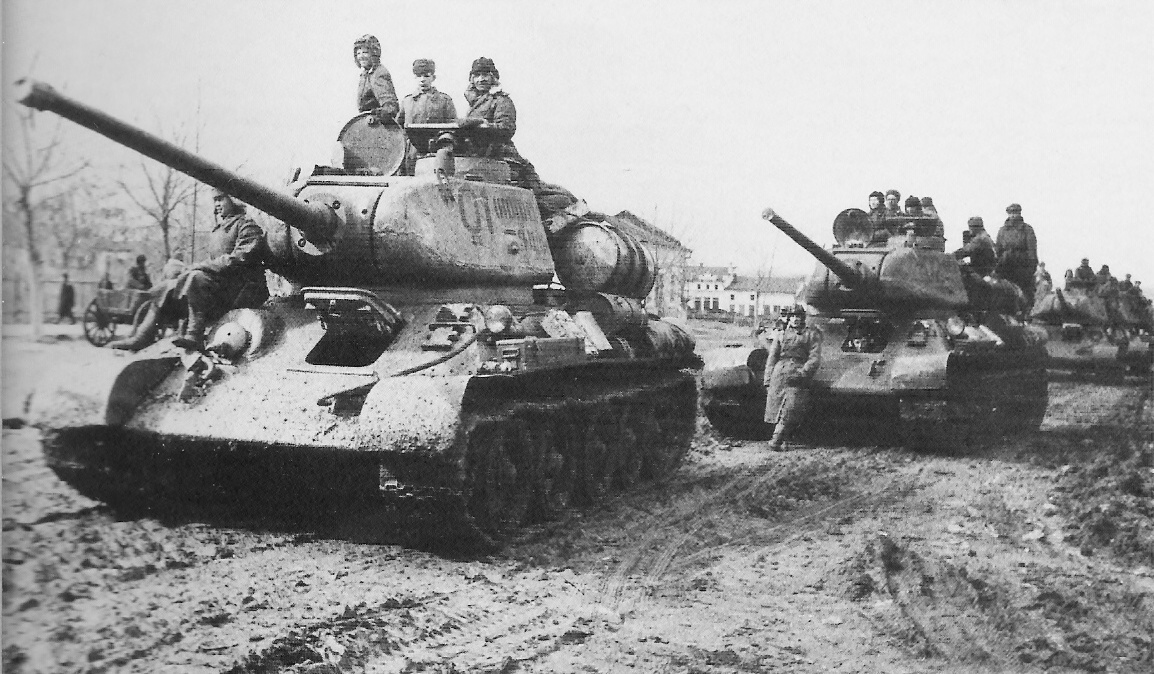
Colonne de T-34-85 soviétiques, hiver 1943-1944.

Fin 1943, la production du T-34-85 est lancée. Le char connaît sa plus grande transformation. La tourelle devient bien plus spacieuse et mieux protégée, elle accueillera trois membres d'équipage (dont un chef de char) contre deux auparavant. Le blindage de la tourelle est augmenté à 90 mm, le canon de 85 mm D-5T puis Zis-53 est bien plus efficace que le 76,2 mm. Dès 1942, les Allemands lui opposent des chars mieux blindés et armés : le Tigre I de 57 tonnes (seulement 1 300 unités), le Tigre II de 70 tonnes (près de 500 unités produites) et le Panzer V Panther de 45 tonnes arrivé trop tard et en trop faible nombre. En réponse, la tourelle du T-34 fut modifiée pour recevoir un redoutable canon de 85 mm et, surtout, pour accueillir trois équipiers, corrigeant ainsi le principal défaut du char.
Le T-34 fut le meilleur char de combat soviétique de la Seconde Guerre mondiale. Les ingénieurs soviétiques améliorèrent en permanence les processus de fabrication, permettant une production en très grande série et cela dans des conditions très difficiles :
À titre d'exemple : en 1943, 3 700 heures de travail furent nécessaires pour fabriquer un char T-34, contre 8 000 heures en 1941. En 1942, 25 000 blindés furent produits en URSS (contre près de 9 000 en Allemagne) ; en 1944, environ 30 000 blindés sortirent des usines soviétiques. Entre 1941 et 1945, l'Union soviétique produisit plus de 100 000 blindés - dont près de 60 000 chars T-34
Pendant la Seconde Guerre mondiale, près de 23 000 T-34 furent produits. Environ 84 000 chars T-34, tous modèles confondus, furent produits de 1940 à 1958.

## Automoteurs dérivés

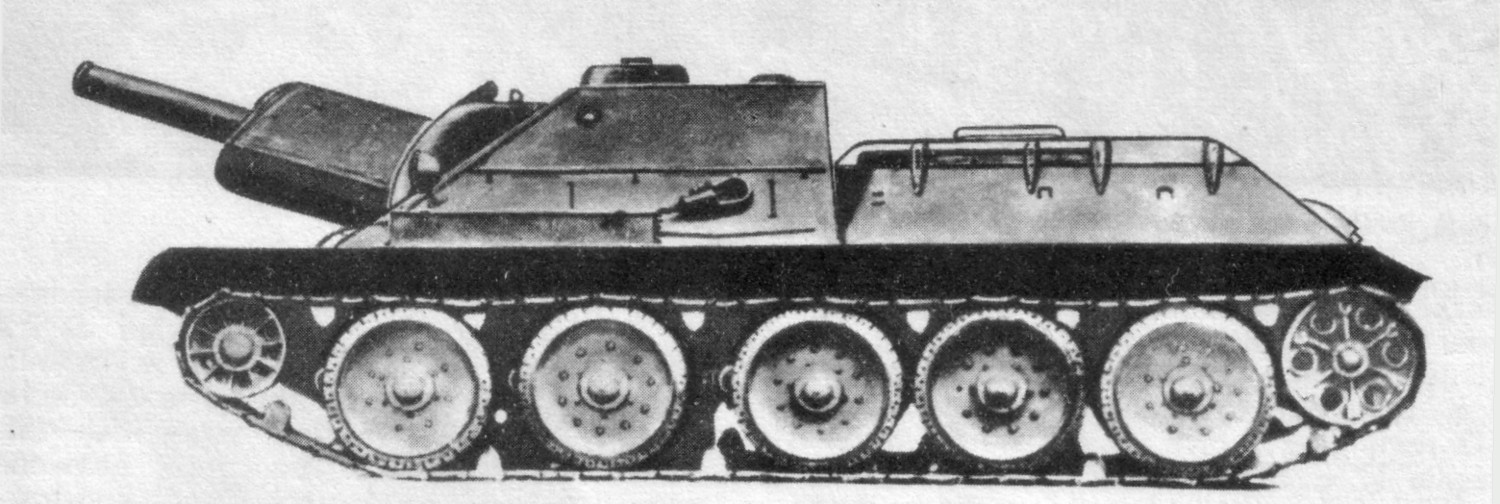
Canon automoteur SU-122 équipé de l'obusier 122 mm M1938.

En 1941, les Soviétiques furent confrontés au StuG III allemand. L'idée germa alors de développer, eux aussi, un canon automoteur et, en avril 1942, ordre fut donné aux différents bureaux d'études de développer des projets d'un tel véhicule armé avec un canon de 122 mm. Deux projets furent acceptés par l'Armée rouge, le SG-122 et le U-35. Le premier, utilisant les châssis capturés de Stug ou de Panzer III, fut assez rapidement abandonné. Le second, combinant un châssis de T-34 avec une superstructure à l'avant et un obusier M-30 de 122 mm, devint le SU-122 dans l'Armée rouge. L'équipage comprenait cinq membres, dont deux chargeurs ; le canon, abrité par la superstructure blindée à 45 mm, possédait un champ de tir de 10° de part et d'autre de l'axe du véhicule.
Au début 1943, l'apparition des nouveaux modèles allemands démontra que l'obusier de 122 mm, même s’il était capable de les mettre hors de combat, manquait, pour les contrer efficacement, de pouvoir de perforation et surtout d'une trajectoire droite synonyme de précision. En outre, sa cadence de tir était insuffisante. On décida donc, le 5 mai 1943, de monter le canon antiaérien S-18 de 85 mm sur le châssis du SU-122. L'adaptation rencontra alors un obstacle, le recul très supérieur du nouveau tube. Deux projets virent le jour :
- le SU-85-I, avec la superstructure du SU-122, mais au canon équipé d'un frein de bouche ;
- le SU-85-IV, avec une nouvelle superstructure.

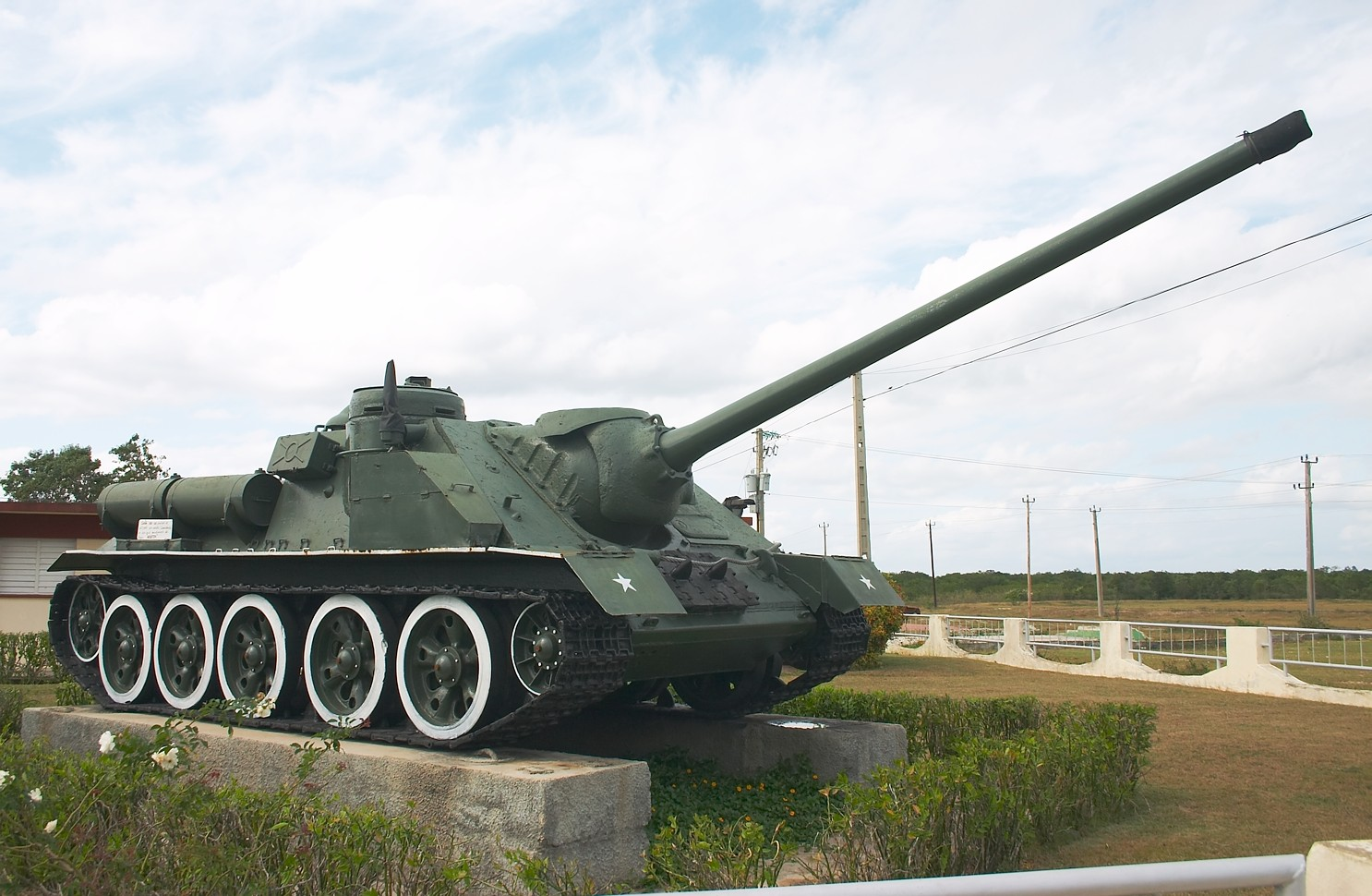
SU-100 exposé au Musée de la Plage Girón à Cuba. Ce char servit les Forces armées révolutionnaires cubaines lors de l'invasion de la baie des Cochons en avril 1961.

Parallèlement, on essaya le canon D-5S, comme solution temporaire sous le nom de SU-85-II. Ce canon, à la suite des tests balistiques, se révéla aussi bon que le S-18 et finalement ce fut la solution temporaire qui fut choisie et produite sous la désignation SU-85. Ce nouvel automoteur était dépourvu de mitrailleuses de défense, faute de place dans l'habitacle, et des meurtrières obturables furent donc ouvertes sur l'avant et les côtés de la superstructure pour permettre le tir des pistolets-mitrailleurs de l'équipage, autorisant ainsi une certaine autodéfense contre l'infanterie adverse. Très rapidement, on monta la coupole de char du T34-76 modèle 1943 et des prismes optiques fournissant une vision panoramique autour du véhicule.
Cependant, l'armement semblant toujours insuffisant, surtout avec l'arrivée du T-34-85 armé d'un canon équivalent, on étudia la possibilité de monter un canon de calibre 100 mm. Le canon envisagé, le S-34 de la marine, se révéla évidemment trop lourd et trop encombrant pour le châssis dans sa forme initiale. Les efforts du TsAKB (bureau central d'étude de l'artillerie) pour essayer de l'adapter donnèrent naissance au SU-100-2 qui fut écarté au profit du projet de l'usine Uralmarsh, qui, plus pragmatique, avait demandé à l'équipe de F.F. Petrov de dessiner un nouveau canon plus léger et petit, le D-10, nécessitant donc moins de modifications sur le véhicule. Les essais menés face au SU-100-2 en mars, puis en juin, se révélant satisfaisants, la production en grande série fut décidée (environ 2 300 unités produites pendant la guerre). Le blindage avant de la superstructure avait été porté de 45 à 75 mm, le canon de 100 mm, avec une vitesse initiale de 895 m/s, pouvait percer un Panther ou un Tigre à 1 500 m et avait une dotation de 33 obus : il perçait 125 mm de blindage vertical à une portée de 2 000 mètres, ou le glacis incliné de 80 mm du Panther à 1 500 mètres.
Le canon D-10, trop jeune, souffrait de quelques défauts. Pire, sa munition perforante, la BR-412B, se révélait difficile à produire. En conséquence, la production d'un modèle transitoire armé avec le D-5S de 85 mm fut lancée jusqu'en décembre, moment où le SU-100 put enfin lui succéder, ses problèmes ayant été résolus.

## Engagements

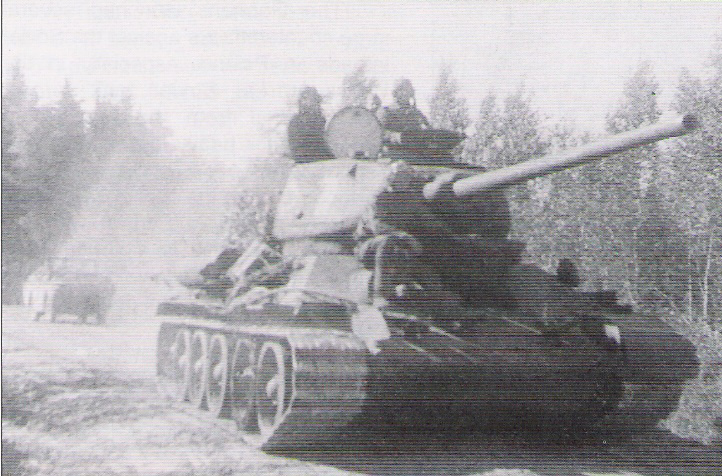
T-34-85 de la 3e Armée de chars de la Garde soviétique lors de l'opération Bagration (été 1944).

Le T-34 fut utilisé pendant toute la Seconde Guerre mondiale en nombre sans cesse croissant. La variante T-34-85 semble encore utilisée dans certains pays (Cuba, Corée du Nord, Angola, etc.).
Au moment de l'opération Barbarossa, un millier de ces chars est disponible. Les Allemands ne connaissent que vaguement les matériels blindés des Soviétiques : KV-1, KV-2 et les T-34 n'étaient connus que des plus hauts gradés de la Wehrmacht. Bien que supérieurs à tout ce que les Allemands pouvaient leur opposer, ils souffraient principalement du manque d'entraînement de leurs équipages et de la désorganisation de l'Armée rouge à cette époque. En effet, par suite des décisions contradictoires et irréalistes du ministère de la Défense :
- le 21 novembre 1939, les quatre corps mécanisés existants furent dissous ;
- dans l'été 1940, neuf corps mécanisés furent recréés ;
- en mars et avril 1941, vingt corps supplémentaires furent constitués.

L'arme blindée soviétique, pourtant longtemps pionnière, était incapable de mener une guerre générale. Les unités, de formation trop récente, manquaient de cohésion. Le matériel et les hommes, en nombre insuffisant, étaient dispersés.

Le corps des officiers fut sérieusement affaibli lors des Grandes Purges. Staline fit massacrer les meilleurs cadres de l'Armée rouge, les plus talentueux, expérimentés (vétérans de la guerre civile) ainsi que les spécialistes de l'arme blindée comme Mikhaïl Toukhatchevski. Lors de la guerre, Joukov appliqua brillamment la stratégie des « opérations en profondeur » ou « art opératif » (développée par Toukhatchevski et Triandafillov dans l'entre-deux-guerres), les T-34 étant chargés de l'exploitation en profondeur du dispositif ennemi. 

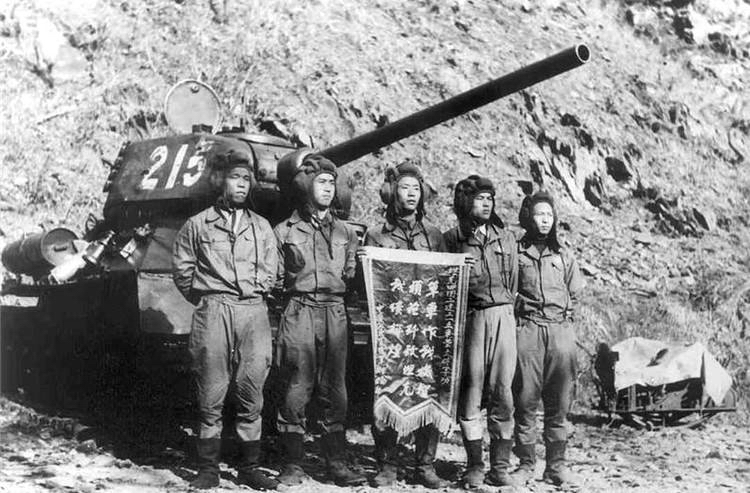
T-34-85 no 215, Yang Aru, unité de chars de l'Armée populaire volontaire chinoise lors de la guerre de Corée, en 1952.

Les officiers ayant survécu aux purges étaient souvent inexpérimentés et incapables de mener une guerre moderne. Pour corser le tout, par mesure d'économie, le personnel ne s'entraînait pas sur le matériel récent, mais sur des chars démodés comme les chars T-26 ou BT-2 qui avaient peu de rapport avec leurs futures machines de temps de guerre. De plus, les corps mécanisés étaient déployés à des centaines de kilomètres de la frontière, ce qui, combiné aux défauts de jeunesse des nouveaux modèles, à l'absence de matériel de dépannage adapté (on utilisait surtout des tracteurs agricoles réquisitionnés) et l'omniprésence de la Luftwaffe provoqua de nombreuses pertes avant même que le combat s'engageât. L'un des principaux défauts du T-34 est l'absence de radio à bord, ce qui rend plus difficile la coordination des manœuvres. L'autre faiblesse majeure du T-34 (corrigée par le T34-85 modèle 1944) était l'absence de chef de char, alors que les équipages allemands en étaient tous dotés depuis le début du conflit.
Par exemple, le plus grand engagement de chars qui eut lieu pour contrer la percée du Panzergruppe 1, avec ses 799 panzers, est une contre-offensive lancée par le front du Sud-Ouest entre les 5e et 6e armées soviétiques, rassemblant les 2 156 chars des 8e, 9e (en), 15e (ru) et 19e (ru) corps mécanisés, dont plus de la moitié arrivèrent trop tard ou jamais.
À la fin de l'année 1941, malgré l'augmentation de la production, peu de T-34 combattaient. La Bataille de Moscou fut surtout gagnée avec des chars légers, comme le T-60, seuls 45 T-34 y participèrent. Au cours de l'hiver 1942-1943, le T-34 est engagé en masse lors des offensives géantes dites des « quatre planètes » (Uranus, Saturne, Mars et Jupiter) pendant la bataille de Stalingrad. Ce ne fut qu'en 1943 que le char devint majoritaire dans l'Armée rouge, époque à laquelle sa puissance de feu devenait insuffisante. Son nombre et son endurance permirent de tenir jusqu'à l'arrivée fin 1943 de la variante dotée d'un 85 mm qui pouvait combattre efficacement les meilleurs blindés allemands.
Le T-34-85 fut le fer de lance (avec le char lourd IS-2) de l'opération Bagration, opération en profondeur par excellence, à l'été 1944 puis de toutes les grandes offensives de l'Armée rouge jusqu'à la bataille de Berlin. Excellent à la manœuvre, sa grande polyvalence donna l'avantage à l'Armée rouge et permit d'exploiter dans la profondeur les dispositifs défensifs de la Wehrmacht au cours de l'année 1944, en Ukraine et en Biélorussie, puis en 1945 à travers la Pologne, lors de l'offensive Vistule-Oder jusqu'à Berlin.

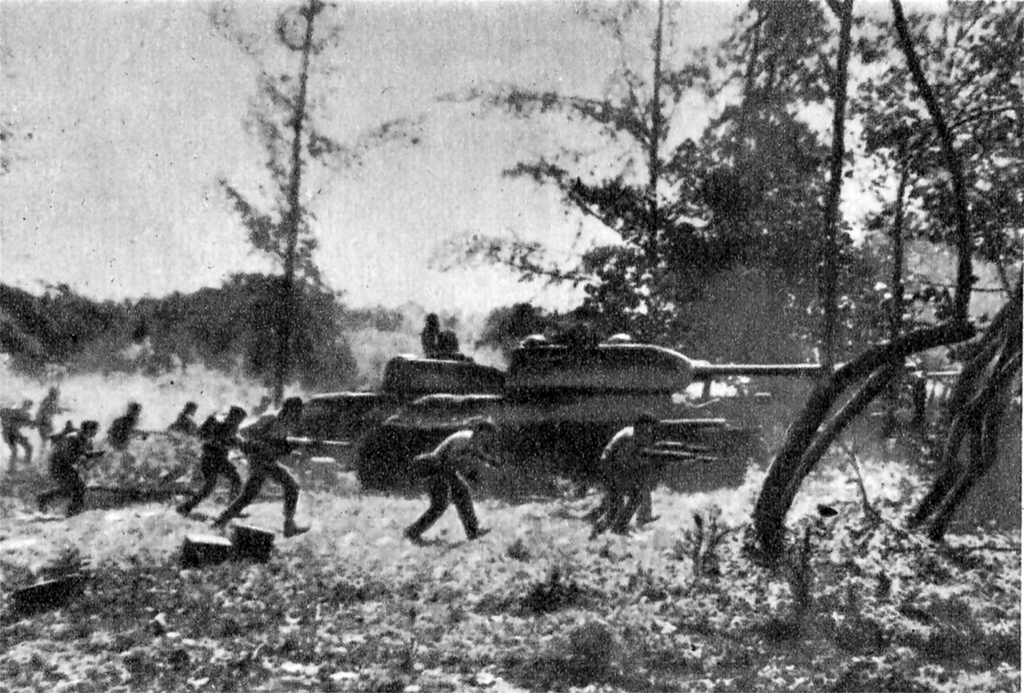
Contre-offensive des Forces armées révolutionnaires cubaines appuyées par des chars T-34-85 près de la Playa Giron, lors de l'invasion de la baie des Cochons, Cuba 19 avril 1961.

Par la suite, 670 T-34-85 constituèrent le bélier qui enfonça l'armée impériale japonaise en Mandchourie, au mois d'août 1945.
Lors des offensives géantes de l'opération Bagration, l'offensive Vistule-Oder et l'invasion soviétique de la Mandchourie, les T-34-85 jouèrent un rôle clé dans les stratégies opératives conçues - notamment - par Joukov, Rokossovski et Vassilievski.
L'usage du T-34 ne cessa pas avec la fin de la guerre : il constitua le char de combat principal du pacte de Varsovie jusqu'à l'arrivée en nombre du T-54. Il fut employé lors de nombreux conflits, comme durant la guerre de Corée où il se révéla efficace face aux Sherman et Chaffee des États-Unis. Il est cependant dépassé par le M26 Pershing et son canon de 90 mm.
Des T-34 furent utilisés pour écraser l'insurrection de juin 1953 en Allemagne de l'Est et l'insurrection de Budapest en 1956.
Soutien de la révolution cubaine, l'URSS envoya aux Forces armées révolutionnaires cubaines 150 chars T-34-85. Au printemps 1961, 125 chars T-34-85 étaient déjà en service à Cuba : ils servirent en avril 1961 pour repousser, avec succès, l'invasion de la baie des Cochons. Il fut aussi utilisé lors des guerres israélo-arabes jusqu'en 1973. Il servit également dans plusieurs conflits africains, comme en Angola où les forces du MPLA, de la SWAPO, et cubaines l'employèrent lors de la guerre civile angolaise pour contrer l'UNITA aidée par l'armée sud-africaine. Le char servit lors de la guerre de Bosnie pendant les années 1994 et 1995, 50 ans après sa mise en service.
Selon le récit de Viktor Kutsenko, quelques T-34-85 furent même utilisés par les Afghans lors de la guerre d'Afghanistan contre les Soviétiques lors des combats de Zhawar (en), mais ils y furent complètement dépassés,,.
Pour l'anecdote, le 6 mai 2014 pendant la crise ukrainienne, un T-34 descendu d'un socle près d'un mémorial officiel puis remis en état de marche mais démilitarisé a été exhibé dans une rue de Louhansk puis a participé le 9 mai 2014 à une parade militaire.
En janvier 2019, l'armée russe a repris trente T-34 à l'Armée populaire lao pour les remettre en état et participer au défilé du jour de la Victoire 2020

### Des T-34 dans la Wehrmacht
Les Allemands s'intéressèrent de près au T-34 qu'ils réussirent à capturer intact et l'envoyèrent à la Heeres-Versuchsstelle Kummersdorf, au sud de Zossen, un centre de recherche de l'Armée, chargé d'inspecter et de tester le matériel de guerre ennemi saisi sur le champ de bataille. Le centre de Zossen reçut les cinq premiers T-34 (trois avec un canon L-11 et deux avec un canon F-34) en décembre 1941. Les chenilles et les barbotins d'un de ces T-34 furent remplacés par des chenilles et des barbotins prélevés sur un Panzer I Ausf. F ou un Panzer II Ausf. J. Un autre servit au tournage d'un documentaire diffusé pour les troupes en 1942, Nahbekämpfung russicher Panzer, consacré à la lutte contre les chars.
L'inspection des T-34 envoyés à Kummersdorf fut remise dans un rapport signé par l'Oberst Dpl.Ing. Esser. D'après lui, les atouts du T-34 résident dans son canon F-34, très efficace contre les Panzer III et IV, et son blindage incliné qui le protège très bien des obus de la Panzerwaffe, l'un de ses autres atouts réside dans son moteur Diesel, combiné avec de larges chenilles qui lui offre une assez bonne vitesse et manœuvrabilité.
A contrario, les défauts du T-34 relevés dans le rapport sont l'étroitesse de la tourelle qui ne peut accueillir que deux personnes, la boîte de vitesses ainsi que l'embrayage qui sont défectueux, le filtre à air de mauvaise qualité, ainsi que des moyens de communication largement insuffisants, la mauvaise qualité de certaines pièces est également relevée. Cela n'empêche pas Esser d'être impressionné par les chars soviétiques, le rapport d'Esser fut probablement une des raisons de la conception d'un nouveau blindé inspiré du T-34, le VK 3002 DB, qui sera remplacé par le VK 3002 MAN, le prototype du Panzer V, qui reprit lui aussi des caractéristiques du T-34.
Au début de l'opération Barbarossa durant l'été 1941, l'Ostheer captura de nombreux T-34, la plupart en bon état car abandonnés par leur équipage. Malgré les difficultés de leur nouveau propriétaire à régler les problèmes d'embrayage et de boîte de vitesses, plusieurs de ces chars de prise (Beutepanzer), désignés sous la nomenclature T-34 747 (r), furent incorporés dans les 1., 8., 10. et 11. Panzer-Divisionen.

## Variantes
- T-34-76 modèle 1940, canon L-11 L/30,5 (30,5 calibres de longueur). 118 exemplaires.
- T-34-76 modèle 1941, canon F-34 L/42. 3 111 exemplaires.
- T-34-57, canon ZiS-4 de 57 mm. 14 exemplaires.
- T-34-76 modèle 1941/1942, galets du train de roulement en acier, production des usines STZ de Stalingrad. Nombre d'exemplaires inconnu.
- T-34-76 modèle 1942, la largeur des chenilles passe de 50 à 55 cm, greffe de poignées de maintien pour le transport de fantassins sur le dos du blindé. 12 553 exemplaires.
- T-34-76 modèle 1943, nouvelle tourelle plus vaste, adoption de deux trappes circulaires sur le toit, qui vaut au char le surnom de « Mickey Mouse » donné par les Allemands. 10 760 exemplaires.
- T-34-76 modèle 1943/1944, possibilité pour le canon F-34 de tirer des obus antichars sous-calibrés, tourelleau de type « allemand » pour le chef de char. Nombre d'exemplaires inconnu.
- OT-34, avec un lance-flammes à la place de la mitrailleuse avant.
- T-34-85 modèle 1943, canon D-5T de 85 mm dans une tourelle nouvelle dite « Sormovo » contenant deux membres d'équipage. Environ 300 unités produites de février à mars 1944.

- T-34-85 modèle 1944, canon Zis-S-53, trois membres d'équipage dans la tourelle « Sormovo ». Près de 23 000 unités produites de mars 1944 à mai 1945.

- T 34 Brückenlegepanzer, en 1958, le poseur de ponts blindée Brückenlegegerät BLG 34 a été testée. En raison du poids du pont massif, un deuxième char a été nécessaire pour faire contrepoids. Le projet a ensuite été abandonné, mais le prototype est resté à Dessau jusqu'en 1964. La même année, une autre tentative a été faite pour créer un T 34 poseur de ponts, cette fois sur le châssis d'un PZM T 34T. Ce projet a ensuite été abandonné au profit de la famille de véhicules T 54/55[37].

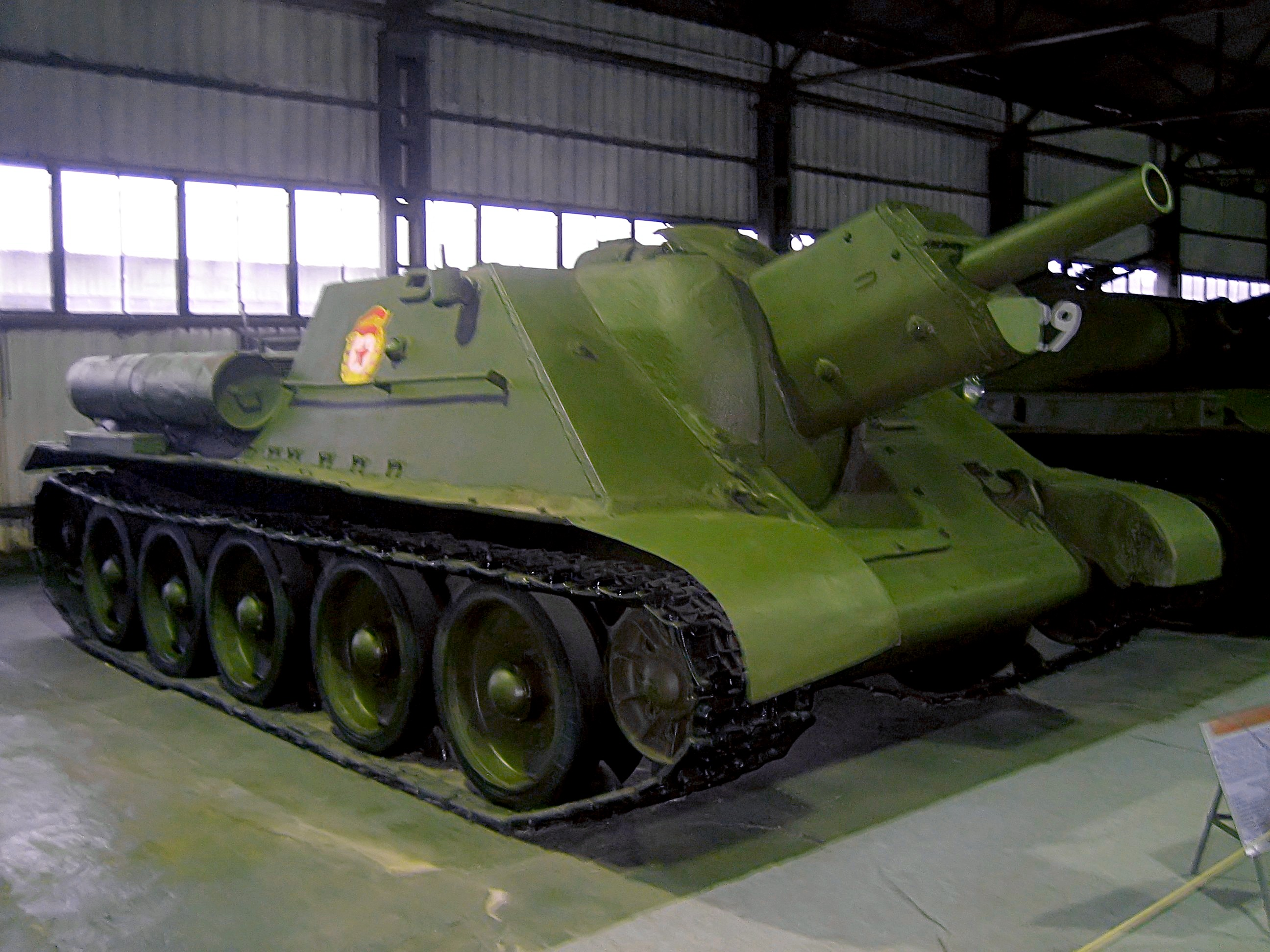
SU-122.

- SU-122 canon d'assaut avec un obusier dans une superstructure avant.
- SU-122M prototype de canon d'assaut avec un obusier U-11 de 122 mm.
- SU-122-3 prototype de canon d'assaut avec un obusier D-6 de 122 mm.
- SU-85 chasseur de chars avec une pièce D-5S de 85 mm dans une superstructure avant.
- SU-85M chasseur de chars avec une pièce D-5S de 85 mm mais châssis du SU-100.
- SU-85BM prototype de chasseur de chars avec une pièce D-5S-85M rallongée, vitesse initiale 950 m/s.
- SU-D-10-85 prototype de chasseur de chars avec une pièce D-10-85PM (S-34 réalésée à 85 mm).
- SU-S34-1 prototype de chasseur de chars avec une pièce S-34-IB de 85 mm.
- SU-100-2 prototype de chasseur de chars avec une pièce S-34 de 100 mm.
- SU-100 chasseur de chars avec une pièce D-10S de 100 mm dans une superstructure avant. Près de 2 300 unités produites dès septembre 1944.
- SU-122P prototype de chasseur de chars, châssis du SU-100 avec une pièce D-25S de 122 mm.

Autre dénomination :
- Panzerkampfwagen T-34(r) - désignation des T-34 capturés, « Beutepanzer » dans la Wehrmacht.

## Renseignements techniques
|                    | T-34-76 modèle 1940 | T-34-76 modèle 1941 | T-34-76 modèle 1942 | T-34-85           | SU-122           | SU-85            | SU-100           |
| Équipage           | 4                   | 4                   | 4                   | 5                 | 5                | 4                | 4                |
| masse              | 26 t                |                     | 30,9 t              | 32 t              | 30,9 t           | 29,6 t           | 31,6 t           |
| longueur           | 6,94 m              | 6,92 m              | 6,75 m              | 8,15 m            | 6,95 m           | 8,13 m           | 9,45 m           |
| largeur            | 3 m                 | 3 m                 | 3 m                 | 3 m               | 3 m              | 3 m              | 3 m              |
| hauteur            | 2,41 m              | 2,45 m              | 2,60 m              | 2,72 m            | 2,24 m           | 2,15 m           | 2,24 m           |
| canon              | L-11 de 76,2 mm     | F-34 de 76,2 mm     | F-34 de 76,2 mm     | S-53 de 85 mm     | M-30 de 122 mm   | D-5S de 85 mm    | D-10S de 100 mm  |
| munitions          | 77 coups            | 77 coups            | 100 coups           | 56 coups          | 40 coups         | 48 coups         | 34 coups         |
| mitrailleuses      | DT x2               | DT x2               | DTM x2              | DTM x2            | sans             | sans             | sans             |
| type               | V-2-34 de 500 ch    | V-2-34 de 500 ch    | V-2-34 de 500 ch    | V-2-34M de 520 ch | V-2-34 de 500 ch | V-2-34 de 500 ch | V-2-34 de 500 ch |
| réservoirs         | 540 l               | 540 l               | 830 l               | 840 l             | 800 l            | 810 l            | 865 l            |
| vitesse sur route  | 53 km/h             | 53 km/h             | 53 km/h             | 50 km/h           | 55 km/h          | 47 km/h          | 50 km/h          |
| autonomie          | 400 km              | 400 km              | 400 km              | 300 km            | 300 km           | 400 km           | 400 km           |
| autonomie tactique | 260 km              | 260 km              | 260 km              | 120 km            | 150 km           | 200 km           | 180 km           |
| blindage           | 15–45 mm            | 15–52 mm            | 15–75 mm            | 20–90 mm          | 10–45 mm         | 20–75 mm         | 20–110 mm        |

## Production
| période                             | 1940 | Du 1er janvier au 1er mai 1941 | Du 1er mai au 1er juillet 1941 | Du 1er juillet au 1er décembre 1941 | 1942                    | 1943                               | 1944                                             | Du 1er janvier au 1er juin 1945 | Total                                                           |
| ----------------------------------- | ---- | ------------------------------ | ------------------------------ | ----------------------------------- | ----------------------- | ---------------------------------- | ------------------------------------------------ | ------------------------------- | --------------------------------------------------------------- |
| usine no 183 KhPZ Kharkov           | 115  | 525                            | ?                              | 744                                 | 0                       | 0                                  | 0                                                | 0                               | 1 384                                                           |
| usine no 183 Nijni Taguil           | 0    | 0                              | 0                              | 25                                  | 5 684                   | 7 466                              | 1 838 T34-76 6 583 T34-85                        | 3 670 T34-85                    | 15 013 T34-76 10 253 T34-85                                     |
| usine STZ Stalingrad                | 0    | 130                            | ?                              | 956                                 | 2 520                   | 0                                  | 0                                                | 0                               | 3 606                                                           |
| usine no 112 Krasnoye Sormovo Gorki | 0    | 0                              | ?                              | 161(1)                              | 2 718                   | 2 851                              | 540 T34-76 3 079 T34-85                          | 1 545 T34-85                    | 6 270 T34-76 4 624 T34-85                                       |
| usine no 174 Omsktransmash Omsk     | 0    | 0                              | 0                              | 0                                   | 417                     | 1 347                              | 1 163 T34-76 1 000 T34-85                        | 865 T34-85                      | 2 927 T34-76 1 865 T34-85                                       |
| usine no 100 CHTZ Tcheliabinsk      | 0    | 0                              | 0                              | 0                                   | 1 055                   | 3 594                              | 445 T34-76                                       | 0                               | 5 094 T34-76                                                    |
| usine UTMZ Ouralmash Sverdlovsk     | 0    | 0                              | 0                              | 0                                   | 267 T34-76 26 SU-122    | 452 T34-76 612 SU-122 761 SU-85    | 1 893 SU-85 500 SU-100                           | 1 060 SU-100                    | 719 T34-76 638 SU-122 1 893 SU-85 1 560 SU-100                  |
| Total                               | 115  | 655                            | ?                              | 1 886                               | 12 661 T34-76 26 SU-122 | 15 710 T34-76 612 SU-122 761 SU-85 | 3 986 T34-76 10 662 T34-85 1893 SU-85 500 SU-100 | 6 080 T34-85 1 060 SU-100       | 35 013 T34-76 16 742 T34-85 638 SU-122 1 893 SU-85 1 560 SU-100 |

(1) une partie motorisée avec des moteurs M-17 à essence

## Utilisateurs

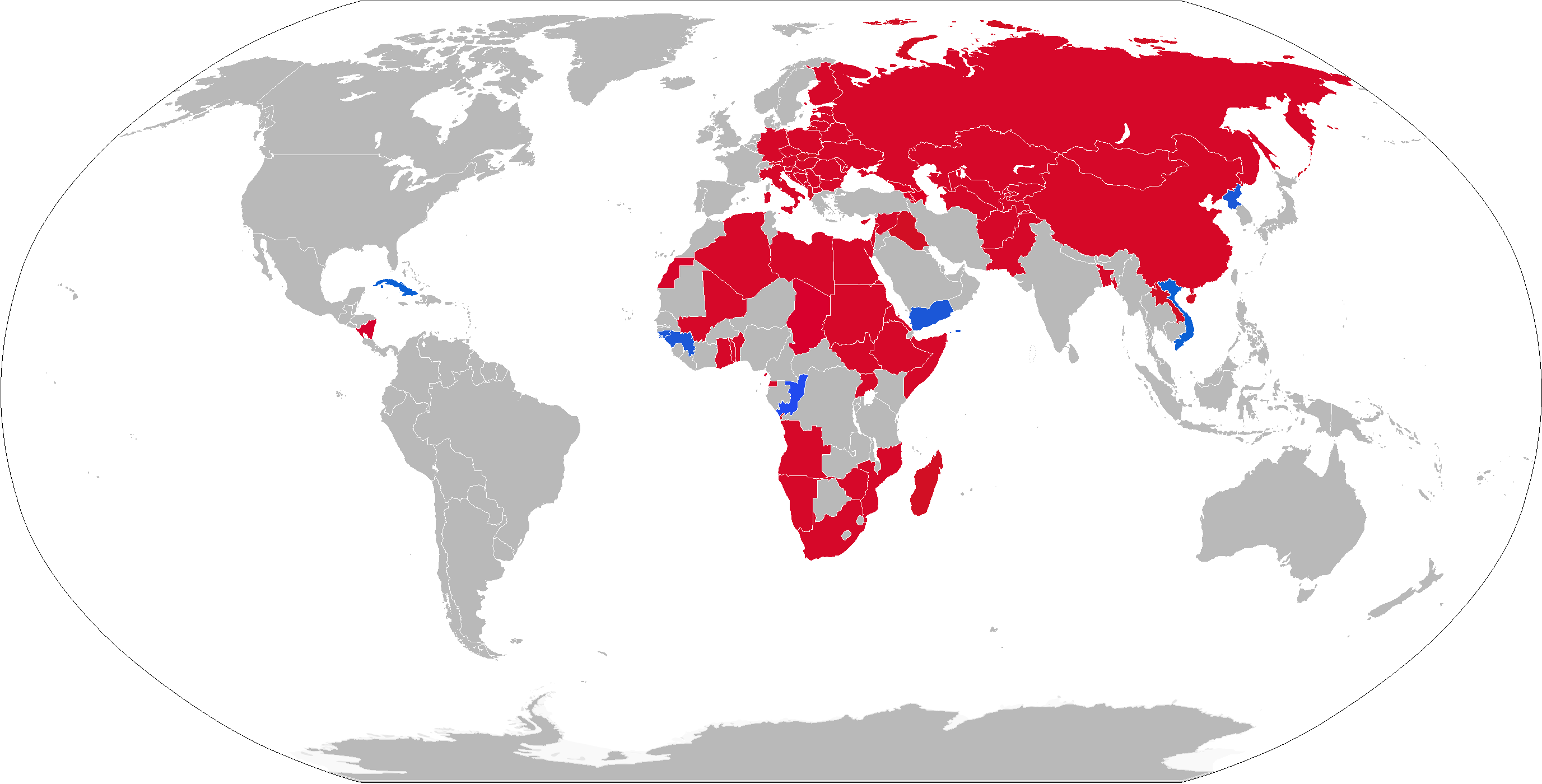
Utilisateurs du T-34.
Utilisateurs actuels
Anciens utilisateurs

Suivis d'un astérisque *, les pays qui l'utilisaient toujours en 1996.
Europe et Amérique
- Albanie*
- Allemagne :
  -  RDA
  -  Allemagne nazie (modèles capturés)
- Autriche
- Bulgarie*
- Chypre
- Tchécoslovaquie
- Cuba
- Finlande
- Hongrie
- Nicaragua*
- Pologne
- Roumanie*
- URSS
- Yougoslavie*

Moyen-Orient et Asie
- Afghanistan*
- Chine
- Corée du Nord
- Égypte*
- Irak
- Laos
- Liban*
- Libye*
- Mongolie*
- Syrie*
- Vietnam*
- Yémen :
  -  Yémen du Nord
  -  Yémen du Sud*

Afrique
- Angola*
- Algérie*
- Éthiopie*
- Guinée*
- Guinée-Bissau*
- Guinée équatoriale*
- Mali*
- Mozambique*
- République du Congo*
- Somalie*
- Soudan*
- Togo*
- Zimbabwe*

## Filmographie
- 1966 à 1970 : Czterej pancerni i pies[38] (traduit par : Quatre membres d'équipage d'un blindé et un chien),série télévisée polonaise en noir et blanc basée sur le livre de Janusz Przymanowski.

Elle est composée de 21 épisodes de 55 minutes chacun, répartis sur trois saisons.
L'action se déroule en 1944 et 1945, durant la Seconde Guerre mondiale et suit les aventures d’un équipage et de leur char T-34 dans l'armée polonaise.
- 2012 : Le Tigre Blanc, réalisé par Karen Shakhnazarov, avec Aleksey Vertkov, Vitaly Kishchenko, Valeriy Grishko.

En 1943, un char allemand surgit sur le front. Il est surnommé "Le Tigre Blanc". Il sème l'épouvante avant de disparaître dans la brume. Un nouveau T34, le prototype du T-34/85 est chargé de traquer le char Tigre.
- 2018 : T-34, réalisé par Alexeï Sidorov[39] avec Alexeï Sidorov, Vinzenz Kiefer, Viktor Dobronravov (ru), Irina Starchenbaum

En décembre 1941, l'armée allemande capture un char T-34 soviétique et son équipage près de Moscou. Une suite d'évènements permet aux prisonniers de s'échapper au printemps 1944, à bord d'un récent T-34/85 lors d'un entrainement de la Wehrmacht.
- 2018 : Tanks for Stalin[40],[41], réalisé par Kim Druzhinin avec Andreï Merzlikine, Mats Reinhardt (de), Aglaya Tarasova (en)

En 1940, une petite équipe d'ingénieurs doit relier secrètement Kharkiv à Moscou (650 km), pour présenter un nouveau modèle de tank à Staline.
Les péripéties de ce transfert ressemblent à l'histoire vraie de Mikhaïl Kochkine, concepteur du T34, mort en 1940 d'une pneumonie contractée lors du transfert de son invention entre Kharkov et Moscou.